# Der Barbar und die Geisha
Der Barbar und die Geisha ist ein im Japan des 19. Jahrhunderts spielender, US-amerikanischer Spielfilm aus dem Jahre 1958 von John Huston mit John Wayne in der Hauptrolle. Für beide Branchenstars, die, obwohl Huston noch anfänglich Wayne als seine Idealbesetzung gepriesen hatte, zu keinem Zeitpunkt eine Chemie füreinander entwickelten und im Laufe der Dreharbeiten immer stärker aneinandergerieten, sollte sich dieser Film als Karrieredesaster erweisen. Wayne selbst haderte mit dem zu Drehbeginn noch unfertigen Drehbuch und der seinem Habitus als handfester Haudegen extrem widersprechenden Rolle eines zurückhaltenden Diplomaten und sah sich letztendlich als komplett fehlbesetzt, worin ihm die meisten Kritiker bei der Premiere (siehe unten) zustimmen sollten.

## Handlung
Im Jahre 1856 entsendet der US-amerikanische Präsident Franklin Pierce den 52-jährigen New Yorker Kaufmann Townsend Harris auf eine heikle Mission. Er soll in das bis dahin von der westlichen Welt weitgehend abgekapselte Japan reisen, um dort als erster US-Konsul diplomatische Beziehungen mit Japan aufzubauen und den Handel zwischen beiden Ländern in Schwung bringen. Harris‘ Mission nach der Anerkennung des Vertrages durch den allgewaltigen Shōgun (Militärherrscher des Landes) erweist sich von Anbeginn als sehr schwierig, zu unterschiedlich sind die beiden Nationen in ihrem Wesen, ihren Traditionen und vor allem auch in ihren Mentalitäten. Die japanische Bevölkerung erweist sich zunächst als abweisend bis feindselig den Gaijin („Langnasen“), den Fremden aus dem Westen, gegenüber.
Begleitet wird Harris von Hendrick Heusken, der ihm als Übersetzer und rechte Hand in allen Angelegenheiten helfen soll. Das Konsulat soll in der Shimoda-Präfektur eingerichtet werden, so wie es das japanisch-amerikanische Abkommen vorsieht. Doch bereits bei der Akkreditierung wird den Amerikanern klar, dass sie mit viel Gegenwind seitens der ortsansässigen Japaner zu rechnen haben, der Gouverneur Baron Tamura verweigert den Gaijin aus dem Westen jeden offiziellen Status und stellt angesichts unterschiedlicher Interpretationen der vertraglichen Vereinbarungen auch ihre Legitimation in Frage. Harris will eine offensive diplomatische Präsenz während die Japaner von ihm in erster Linie erwarten, weitgehend „unsichtbar“ zu bleiben. Dementsprechend versucht Gouverneur Tamura, Harris mit allerlei Beschränkungen zu belegen. Selbst die US-Flagge darf er auf dem Konsulatsgrundstück nicht hissen. Man begegnet den Yankees mit Misstrauen und Angst, und manchmal verweigert man den Amerikanern sogar, lebensnotwendige Lebensmittel einzukaufen. Bald führt der Aberglaube und die grassierende Xenophobie vor Ort dazu, dass man selbst Naturunglücke als göttliche Strafe und Warnung vor dem „schädlichen“ Einfluss der Fremden, den „Barbaren“, ansieht.
Tag für Tag erlebt Harris diesen Widerstreit zwischen Tradition und Moderne in diesem fern abgelegenen und bis dahin vor fremden Einflüssen auch hermetisch abgeschlossenen Land. Die Traditionalisten unter Führung des Gouverneurs von Shimoda haben ihre stärksten Gegner in denjenigen Japanern, die ihr Land fremden Einflüssen gegenüber öffnen wollen. Mühsam versucht Townsend Harris Vertrauen aufzubauen. Nach einem Essen mit Baron Tamura schickt dieser ihm als Vertrauensmaßnahme bzw. Gunstbezeugung eine Geisha namens Okichi, die sich um alle Belange kümmern soll, die das Wohlergehen des Fremden sicherstellen. Zwischen dem „Barbar“ und seiner Geisha entspinnt allmählich trotz allen anfänglichen Fremdelns ein Vertrauensverhältnis, und Okichi kann Harris in die Besonderheiten der japanischen Lebenskultur einführen. Als eines Tages in der Stadt die Cholera ausbricht, ist es der Amerikaner, der zu helfen versucht und damit einen entscheidenden Schritt zur Verbesserung der japanisch-amerikanischen Beziehungen unternimmt. Doch die widerstrebenden Kräfte vor Ort sind so stark, dass sich Tamura auf Drängen seines Clans genötigt sieht, die Ermordung von Harris in Auftrag zu geben. Doch die Geisha warnt den Amerikaner, der dadurch der tödlichen Gefahr entgeht. Daraufhin begeht der Gouverneur Harakiri, um der Ehrlosigkeit zu entgehen.

## Produktionsnotizen
Der Barbara und die Geisha entstand vor Ort in Japan und wurde am 30. September 1958 in den USA uraufgeführt. Die deutsche Erstaufführung fand am 31. Oktober 1958 statt, in Österreich lief der Film am 29. Mai 1959 an.
Die Produktionskosten betrugen, je nach Quelle, rund 3,5 bzw. 4 Millionen $. Die Einspielergebnisse lagen bei etwa 2,5 Millionen $. Damit war der Film ein großer Kassenflop.
Darryl F. Zanuck übernahm ungenannt die Herstellungsleitung. Lyle Wheeler und Jack Martin Smith waren für die Filmbauten zuständig, Walter M. Scott sorgte für die Ausstattung. Charles Le Maire entwarf die Kostüme. Lionel Newman übernahm ungenannt die musikalische Leitung.

## Kritiken
Der im Handlungsablauf getragene und für Wayne’sche und Huston’sche Verhältnisse ungemein betuliche Film fand nirgendwo Gnade bei den Kritikern weltweit, selbst Huston zeigte sich “bestürzt”, als er das Endprodukt sah, das nach Waynes Einsprüchen massiv umgeschnitten worden war. Nachfolgend einige Einschätzungen:
Bosley Crowther von der New York Times reagierte in der Ausgabe vom 3. Oktober 1958 wie folgt: „John Wayne in der Rolle des Harris erscheint ein wenig konfus und verklemmt, zumal er mehr Action gewöhnt ist.“ Auf der anderen Seite bewunderte der Kritiker die „Geduld und das Gepränge“, die dieser Film verströmen würde.
Paimann’s Filmlisten resümierte: „Dabei ist nicht nur die, in zumindest echt wirkenden, sehenswerten Aufnahmen vermittelte, Folklore im Vordergrund, sondern auch besonders durch reichliche japanische Dialoge mit nachfolgender … Uebersetzung das Tempo verschleppt worden.“
Kay Wenigers Das große Personenlexikon des Films fand Wayne in Hustons Film „gänzlich deplaziert“.

„Operettenhaftes Bilderbuch-Drama mit exotischem Dekor, unzureichender Dramaturgie und John Wayne in einer verfehlten Rolle.“

Der Movie & Video Guide meinte, dass „Waynes Fehlbesetzung haarsträubend“ gewesen sei.
Halliwell‘s Film Guide fand, dass der Film „kaum den darin involvierten Talenten gerecht“ werde.